# Giulietta e Romeo (Vaccai)
Pour les articles homonymes, voir Roméo et Juliette (homonymie).
Giulietta e Romeo est un opéra en deux actes du compositeur italien Nicola Vaccai sur un livret de Felice Romani, basé sur la tragédie éponyme de Luigi Scevola ainsi que sur le roman de Luigi Da Porto, qui constituent les sources italiennes de l'ouvrage.
Il a été créé au Teatro della Canobbiana le 31 octobre 1825.

## Historique
S'il connut alors un grand succès lors de sa création, le Giulietta e Romeo de Vaccai fut rapidement éclipsé par I Capuleti e i Montecchi , l'opéra de Vincenzo Bellini, créé à Venise en 1830 sur la base de larges parties du même livret.
Giulietta e Romeo a été le dernier succès de Nicola Vaccai et l'oeuvre est rarement jouée dans sa version complète de nos jours.
L'opéra fut également créé à Naples au Teatro San Carlo, le 21 février 1825, à Barcelone le 26 mai 1827, à Paris le 11 septembre 1827, à Lisbonne à l'automne 1828, à Londres le 10 avril 1832 et à Mexico (Mexique) en juillet 1841.
La version allemande sur la base d'une traduction de traduction de I. C. Kollmann fut créé à Graz, le 12 octobre 1833 et à Budapest le 31 juillet 1845.
Le 27 octobre 1832, lors d'une représentation des I Capuleti e i Montecchi de Bellini à Bologne, l'avant-dernière scène de l'opéra de Vaccai remplaça le dernier acte de l'opéra de Bellini, à la demande de Maria Malibran, qui chantait Roméo. Pratique courante en Italie, cette substitution permit à l'opéra de Vaccai de poursuivre sa carrière. Il fut joué sous cette forme en 1897 à Hambourg avant de disparaitre des scènes. Ce dernier acte offrait une tension dramatique bien supérieure à celui de Bellini. Maria Malibran a été l'interprète des trois opéras, les Giulietta e Romeo de Zingarelli et de Vaccai et les  I Capuleti e i Montecchi de Bellini.
Tragedia per musica, l'œuvre de Nicola Vaccai, au cœur du Bel canto italien, se situe entre le dernier opéra de Rossini (Semiramide) et Il Pirata de Vincenzo Bellini. Il conserve de Rossini les récitatifs accompagnés d'un simple continuo sans orchestre, les recitativi secchi, et la tension dramatique de son oeuvre laisse peu de place au récit amoureux.
La première reprise récente a lieu en 1996 lors d'un concert donné au Teatro Pergolesi de Jesi, dont il est sorti un enregistrement distribué par Bongiovanni. La même année le festival della Valle d'Itria à  Martina Franca donnait l'opéra de Bellini avec le final de Vaccai, imposé en son temps par la Malibran. Et c'est également à Martina Franca, l'été 2018, que l'ensemble de l'opéra est repris dans une version mise en scène par Cecilia Ligorio, qui donnera lieu à un DVD du label Dynamic.

## Argument
L'œuvre, en deux actes, s'ouvre sur un court prélude instrumental, qui annonce les différents thèmes.

### Acte 1
Galerie du Palais de Capellio, le chœur des partisans de la famille de Vérone, exprime sa crainte que les Montaigu, gibelins et rivaux historique des Capulets, qui appartiennent à al faction Guelfe, ne se révoltent et ne menacent la paix à Vérone et sa liberté.
Capellio donne l'ordre à Adèle la mère de Giulietta de convaincre sa fille d'accepter le mariage arrangé par son père avec Tebaldo. La situation est expliquée par Lorenzo dans son air Mesta ed ognor languente. Puis un chœur de guerriers entonne Finché stille di sangue ne resta.
Capellio informe alors sa cour sur le fait qu'il a reçu une offre de paix de la part de Montaigu et qu'un ambassadeur doit se présenter dans cet objectif (récitatif). Le chœur de la cour manifeste sa colère et son opposition à toute tentative de conciliation avec les Montaigu.
Le messager de paix n'est autre que Roméo, qui s'est déguisé et n'est reconnu que par Lorenzo (air : Ciel ! Che vedo ? Roméo !). Roméo se propose à sceller une union avec Giulietta comme garantie de la paix définitive. Il justifie d'avoir tué un fils de Capellio dans la cavatine (Se Romeo t'uccise un Figlio) mais se propose d'être un nouveau fils. Devant le refus indigné de Capellio et de Tebaldo et de ses partisans, Roméo se met en colère et chante une cabalette très enlevée (La Guerra Bramata). Puis il s'adresse à Lorenzo qui connait sa véritable identité pour demander des nouvelles de Giulietta.
La scène se poursuit alors dans les appartements de cette dernière. Un chœur de servantes l'admire tandis que Giulietta s'éveille. Roméo commence son duo par Mia Giulietta, puis Ma sia pur barbara. La cabalette du duo des deux amoureux est très enlevée : Vederti e Tightti.
Lorenzo interrompt leurs déclarations d'amour pour les prévenir de l'arrivée de Capellio, lequel demande alors à Giulietta ce qui provoque son émoi (Parla, i timori acqueta). Il reconnait alors Roméo et se met en colère tandis que Tebaldo qui arrive à son tour, pour un trio (Pien della dolce speme). Il déclare son amour à Giulietta (Cara! Deh! Fa che splendere) qui reste triste ce que Capellio justifie par le deuil de son frère. Giulietta souffre de l'autorité de Capellio qui déclare que le mariage se fera tandis que Tebaldo comprend qu'elle en aime un autre. Un récitatif suit racontant la décision de Capellio de fixer la date du mariage et d'y inviter amis et parents, tandis qu'un chœur chante la jubilation de la fête imminente. Roméo y parait, déguisé, mais est reconnu par Tebaldo à qui il révèle que les gibelins sont prêts à intervenir. Le mariage est interrompu et la scène se vide tandis que Giulietta chante un cantabile pathétique : Tace il fragor. Puis Roméo réapparait et veut s'enfuir avec elle quand il est arrêté par Tebaldo et Capellio et qu'elle fait rempart de son corps pour le sauver (Accorriam... Romeo!). Arrivent alors les Montaigu pour prêter main-forte à Roméo. Un combat oppose Roméo et Tebaldo.

### Acte deux
Après le chœur des deux factions, Esci; vanne. Io fremo, avvampo, c'est le récitatif d'Adèle et des servantes qui raconte que Tebaldo a été tué par Roméo en duel tandis que Capellio menace Giulietta de l'enfermer dans un cloître. Lorenzo, resté seul avec la jeune fille, lui propose de boire une potion qui simulera sa mort (Ciel! Di tue stanze fuori). Elle sera ensuite enterrée dans le caveau familial où Roméo, prévenu par Lorenzo, viendra la délivrer. D'abord hésitante dans son aria (Un crudel presentimento), la jeune fille accepte finalement le plan et l'exprime dans une cabalette brillante (Lungi il timor dal core).
Malgré les supplications d'Adèle, Capellio reste intraitable dans la volonté de punir sa fille jusqu'au moment où il entend les chœurs pleurer la mort de Giulietta. Il est pris de remords (Ah! Con qual nome, o misera) et conclut par la cabalette (Giusto ciel).
La scène a lieu dans le tombeau de Juliette où le chœur entonne Addio per sempre. Le récitatif de Roméo È questo il loco!, est suivi par Ah! Se tu dormi, svegliati. Désespéré et croyant la jeune fille morte, Roméo s'empoisonne quand Giulietta se réveille. A son tour, elle se tue sur le corps de Roméo.

## Rôles, tessitures et distribution de la Première
| Rôle          | Tessiture               | Première, 31 octobre 1825 |
| ------------- | ----------------------- | ------------------------- |
| Giulietta     | soprano                 | Joséphine de Méric        |
| Romeo         | contralto (en travesti) | Isabella Fabbrica         |
| Capellio      | ténor                   | Giovanni Battista Verger  |
| Adele         | soprano                 | Adele Cesari              |
| Tebaldo       | basse                   | Raffaele Benedetti        |
| Frate Lorenzo | basse                   | Luigi Biondini            |

## Discographie et vidéographie
- Giulietta e Romeo. - Ah! se tu dormi, svegliati. - Nicola Vaccai (1790-1848), 1 disque : 78 t, aig. ; 27 cm- Milan. - it. - 19041224 - Édition : Milan : Società italiana di fonotipia , [1904] - Enregistrement : 1904-12-24 - Italie - Milan[3]
- Giulietta e Romeo - Nicola Vaccai (1790-1848)- Paula Almerares, Maria José Trullu, Dano Raffanti, Armando Ariostini, Enrico Turco ; Orchestra Filarmonica Marcheggiana (Opéra de Jesi), Tiziano SEVERINI Label : Bongiovanni (1996)[6]
- Giulietta e Romeo - Nicola Vaccai (1790-1848) - Leonor Bonilla (Giulietta), Raffaella Lupinacci (Romeo),Leonardo Cortellazzi (Capellio), Paoletta Marrocu (Adelia), Vasa Stajkic (Tebaldo), Christian Senn (Lorenzo), Orchestra Accademia Teatro alla Scala, dir.Sesto Quatrini. Mise en scène : Cecilia Ligorio (Martina Franca, juillet 2018). Dynamic 37832 (2 DVD). 161 min. Distr. Outhere.